# Hongkong i olympiska spelen
Hongkong deltog första gången i olympiska sommarspelen 1952, då som en brittisk koloni. Hongkong har deltagit i alla sommarspel sedan dess, med undantag för spelen 1980 då de bojkottade spelen. Hongkong har deltagit i alla vinterspel sedan 2002.
Hongkongs nationella kommitté (NOK) startades 1950.

## Medaljer
| Guld | Silver | Brons | Totalt antal medaljer |
| ---- | ------ | ----- | --------------------- |
| 2    | 3      | 4     | 9                     |

### Samtliga medaljörer
| Medalj | Namn                                | Spel         | Sport      | Gren                      |
| ------ | ----------------------------------- | ------------ | ---------- | ------------------------- |
| Guld   | Lee Lai Shan                        | Atlanta 1996 | Segling    | Damernas mistral          |
| Silver | Ko Lai Chak Li Ching                | Aten 2004    | Bordtennis | Herrdubbel                |
| Brons  | Lee Wai Sze                         | London 2012  | Cykling    | Damernas keirin           |
| Guld   | Cheung Ka Long                      | Tokyo 2020   | Fäktning   | Herrarnas florett         |
| Silver | Siobhan Haughey                     | Tokyo 2020   | Simning    | Damernas 200 meter frisim |
| Silver | Siobhan Haughey                     | Tokyo 2020   | Simning    | Damernas 100 meter frisim |
| Brons  | Doo Hoi Kem Lee Ho Ching Minnie Soo | Tokyo 2020   | Bordtennis | Damernas lagtävling       |
| Brons  | Grace Lau                           | Tokyo 2020   | Karate     | Damernas kata             |
| Brons  | Lee Wai Sze                         | Tokyo 2020   | Cykling    | Damernas sprint           |

### Medaljer efter sommarspel
| Spel                                    | Guld        | Silver      | Brons       | Totalt      |
| Helsingfors 1952                        | 0           | 0           | 0           | 0           |
| Melbourne 1956 (ryttarspel i Stockholm) | 0           | 0           | 0           | 0           |
| Rom 1960                                | 0           | 0           | 0           | 0           |
| Tokyo 1964                              | 0           | 0           | 0           | 0           |
| Mexico City 1968                        | 0           | 0           | 0           | 0           |
| München 1972                            | 0           | 0           | 0           | 0           |
| Montreal 1976                           | 0           | 0           | 0           | 0           |
| Moskva 1980                             | Deltog inte | Deltog inte | Deltog inte | Deltog inte |
| Los Angeles 1984                        | 0           | 0           | 0           | 0           |
| Seoul 1988                              | 0           | 0           | 0           | 0           |
| Barcelona 1992                          | 0           | 0           | 0           | 0           |
| Atlanta 1996                            | 1           | 0           | 0           | 1           |
| Sydney 2000                             | 0           | 0           | 0           | 0           |
| Aten 2004                               | 0           | 1           | 0           | 1           |
| Peking 2008                             | 0           | 0           | 0           | 0           |
| London 2012                             | 0           | 0           | 1           | 1           |
| Rio de Janeiro 2016                     | 0           | 0           | 0           | 0           |
| Tokyo 2020                              | 1           | 2           | 3           | 6           |
| Totalt                                  | 2           | 3           | 4           | 9           |

### Medaljer efter vinterspel
| Spel                | Guld | Silver | Brons | Totalt |
| Salt Lake City 2002 | 0    | 0      | 0     | 0      |
| Turin 2006          | 0    | 0      | 0     | 0      |
| Vancouver 2010      | 0    | 0      | 0     | 0      |
| Sotji 2014          | 0    | 0      | 0     | 0      |
| Pyeongchang 2018    | 0    | 0      | 0     | 0      |
| Peking 2022         | 0    | 0      | 0     | 0      |
| Totalt              | 0    | 0      | 0     | 0      |

### Medaljer efter sporter
| Sport      | Guld | Silver | Brons | Totalt |
| Fäktning   | 1    | 0      | 0     | 1      |
| Segling    | 1    | 0      | 0     | 1      |
| Simning    | 0    | 2      | 0     | 2      |
| Bordtennis | 0    | 1      | 1     | 2      |
| Cykling    | 0    | 0      | 2     | 2      |
| Karate     | 0    | 0      | 1     | 1      |
| Totalt     | 2    | 3      | 4     | 9      |

### Allmänna källor
- (ed.) Monique Berlioux (14 mars 1977). ”Hong Kong and Olympism”. Olympic Review (Lausanne: IOK) (112):  ss. pp. 104–109. http://www.la84foundation.org/OlympicInformationCenter/OlympicReview/1977/ore112/ore112o.pdf. Läst 29 juli 2007.
- ”Olympic Medal Winners”. International Olympic Committee. http://www.olympic.org/uk/athletes/results/search_r_uk.asp. Läst 29 juli 2007.
- ”Sports Federation and Olympic Committee of Hong Kong China”. International Olympic Committee. http://www.olympic.org/uk/organisation/noc/noc_uk.asp?noc_initials=HKG. Läst 29 juli 2007.